# Powderfinger (brano musicale)
"Powderfinger" è un brano musicale scritto e interpretato da Neil Young, contenuto nel suo album live Rust Never Sleeps pubblicato nel 1979.
Nel 2014 la rivista Rolling Stone ha classificato "Powderfinger" come la migliore canzone di Neil Young in uno speciale sul musicista canadese.
Il brano è stato reinterpretato dai Cowboy Junkies, Rusted Root, The Jazz Mandolin Project, Beat Farmers e The Redactions; inoltre la rock band australiana Powderfinger prese il nome proprio dall'omonima canzone di Neil Young.
Così come altre canzoni dello stesso album, "Powderfinger" è un epitaffio, in cui il soggetto tratta temi quali la storia e la morte in giovane età, ponendosi contro la guerra. Il testo è in prima persona e racconta la storia di un giovane lasciato solo a difendere la propria famiglia e la frontiera dall'attacco nemico; egli sacrifica la sua vita non in un atto di gloria, ma di esitazione e paura.